# (6198) Shirakawa
(6198) Shirakawa es un asteroide perteneciente al cinturón de asteroides, región del sistema solar que se encuentra entre las órbitas de Marte y Júpiter, descubierto el 10 de enero de 1992 por Tsutomu Hioki y el también astrónomo Shuji Hayakawa desde el Okutama Observatory, Japón.

## Designación y nombre
Designado provisionalmente como 1992 AF1. Fue nombrado Shirakawa en homenaje a la ciudad japonesa de Shirakawa en la prefectura de Fukushima, a 180 km al norte de Tokio.

## Características orbitales
Shirakawa está situado a una distancia media del Sol de 2,267 ua, pudiendo alejarse hasta 2,516 ua y acercarse hasta 2,018 ua. Su excentricidad es 0,109 y la inclinación orbital 4,600 grados. Emplea 1246,79 días en completar una órbita alrededor del Sol.

## Características físicas
La magnitud absoluta de Shirakawa es 13,7. 